# گیلیاد (کارولینای شمالی)
گیلیاد (به انگلیسی: Mount Gilead) شهری در ایالت کارولینای شمالی کشور ایالات متحده آمریکا است که جمعیت آن در سرشماری سال ۲۰۱۰ میلادی، ۱٬۱۸۱ نفر بوده‌است.